# Deuxième République fédérale mexicaine
1846–1863
Entités précédentes :
- République centraliste mexicaine
- République du Yucatán
- République de Sonora

Entités suivantes :
- Second Empire mexicain
- Cession mexicaine
- République de Basse-Californie
- Achat Gadsden

La Deuxième République fédérale mexicaine (en espagnol : Segunda República Federal de México) est la deuxième tentative de mise en place d'une république fédérale au Mexique. Elle s'étendit de la fin de la République centraliste mexicaine en 1846 au Second Empire mexicain en 1863 après la seconde intervention française. 
Le XIXe siècle fut particulièrement instable pour le Mexique, entre invasion, révolution et indépendantisme. La période de la Deuxième République fédérale en fut un parfait exemple. Cette période est aussi marquée par le fédéralisme et l'unionisme mexicain.
La fin de la Deuxième République fédérale mexicaine marqua aussi la fin du royalisme mexicain avec la mise en place d'une monarchie satellite par les Français. Elle inaugurera une nouvelle ère pour le fédéralisme mexicain.

## Gouvernement
La Constitution mexicaine de 1824 a été remise en place avec le même système gouvernementale de la Première République fédérale.

## Histoire

### Contexte
Avec la Guerre américano-mexicaine de 1846 et l'échec du gouvernement à avancer, une révolution a lieu qui contraint Mariano Paredes à démissionner le 28 juillet. Nicolas Bravo lui succède mais il est renversé moins d'une semaine plus tard, le 3 août, et son successeur, José Mariano Salas rétablit la Constitution mexicaine de 1824, mettant fin à la République centraliste mexicaine.

### Les débuts (1846-1853)
Après que Salas a rétabli la constitution, il doit céder sa place a Santa Anna et son premier ministre Gómez, revenant à la situation de 1834-1836. Le Yucatán déclare son indépendance en 1847 et la Guerre américano-mexicaine se finit le 2 février 1848 avec le traité de Guadalupe Hidalgo, où le Mexique perd la moitié de son territoire. Santa Anna reprend le pouvoir après un coup d’État en 1853.